# اولگا ساوچوک
اولگا ساوچوک (اوکراینی: Ольга Савчук؛ زادهٔ ۲۰ سپتامبر ۱۹۸۷) یک تنیس‌باز اهل اوکراین است.